# 914 Palisana
914 Palisana eller 1919 FN är en större asteroid i asteroidbältet. Den upptäcktes 4 juli 1919 av Max Wolf i Heidelberg. Asteroiden har fått sitt namn efter den berömde österrikiska astronomen Johann Palisa.